# Xiangdong Ji
Xiangdong Ji (1962) es un físico teórico nuclear y de partículas elementales chino. 
Xiangdong Ji obtuvo su título de grado en la Universidad de Tongji en 1982 y su doctorado en la Universidad Drexel en 1987. Fue investigador posdoctoral en Caltech y en el MIT. En 1991 se convirtió en profesor ayudante en el Instituto de Tecnología de Massachusetts (MIT) y en 1996 en la Universidad de Maryland, donde fue director del Centro de Física Fundamental de Maryland de 2007 a 2009. También es profesor y director del Instituto de Física Nuclear y de Partículas de la Universidad de Shanghái Jiao Tong. Desde 2005 también es profesor visitante en la Universidad de Pekín. 
En 2014 recibió el Premio Humboldt y en 2015 el Outstanding Nuclear Physicists Award de la Jefferson Sciences Associates. En 2000, se convirtió en miembro de la American Physical Society . En 2003 recibió el Oversea Outstanding Chinese Scientist Award. 
En 2016 recibió el Premio Herman Feshbach en Física Nuclear Teórica por su trabajo pionero en el desarrollo de herramientas para caracterizar la estructura de los nucleones dentro de QCD y cómo se pueden explorar sus propiedades en experimentos.
Además de su enfoque en física nuclear, trabaja también en la búsqueda de materia oscura con detectores con xenón líquido (siendo candidatos a materia oscura una variedad de neutrinos) leptogénesis, masa del neutrino y oscilaciones de neutrinos en modelos de la gran unificación. 